# Temporada de huracanes del Atlántico de 1972
La temporada de huracanes del Atlántico de 1972 fue una temporada significativamente inferior al promedio, con solo siete tormentas con nombre, cuatro tormentas totalmente tropicales (la menor cantidad desde 1930 ) y tres tormentas subtropicales. Comenzó oficialmente el 1 de junio de 1972 y duró hasta el 30 de noviembre de 1972. Estas fechas delimitan convencionalmente el período de cada año en el que se forman la mayoría de los ciclones tropicales en la cuenca del Atlántico . La primera tormenta, Subtropical Storm Alpha , se desarrolló el 23 de mayo frente al sureste de los Estados Unidos y azotó Florida ., causando daños menores y dos muertes. Aunque se desarrollaron varias otras depresiones tropicales, solo se sabe que la Depresión Tropical Cinco afectó la tierra.
La tormenta más importante de la temporada fue el huracán Agnes , que en ese momento era el huracán más costoso de los Estados Unidos, hasta Frederic en 1979. Después de rozar el extremo occidental de Cuba, el huracán tocó tierra en el Panhandle de Florida. Causó al menos $ 2.1 mil millones (1972  USD ) [nb 1] en daños y 137 muertes, principalmente por inundaciones tierra adentro en Pensilvania y Nueva York . El huracán más fuerte de la temporada fue Betty, que alcanzó vientos máximos de 165 km/h (105 mph) al oeste de las Azores. La tormenta tropical Carrie pasó cerca de la costa de Massachusetts, causando fuertes lluvias y provocando cuatro muertes, pero dejando solo $ 1.78 millones en daños.
Los sistemas tropicales restantes, Dawn, Charlie y Delta, no causaron efectos significativos en la tierra. Un fuerte El Niño mantuvo la actividad de huracanes al mínimo, con solo cuatro tormentas tropicales, tres tormentas subtropicales y tres huracanes. También fue una de las cinco temporadas de huracanes desde 1944 que no tuvo huracanes importantes; los otros años fueron 1968, 1986, 1994 y 2013. Además, la temporada fue la primera en nombrar tormentas subtropicales, utilizando el alfabeto fonético, en lugar de la lista de nombres estándar. Colectivamente, las tormentas de la temporada de huracanes del Atlántico de 1972 resultaron en 137 muertes y más de $2.1 mil millones en daños.

## Resumen de temporada
La temporada de huracanes en el Atlántico comenzó oficialmente el 1 de junio de 1972. Aunque se desarrollaron 19 ciclones tropicales, solo se nombraron siete, por debajo del promedio de 9,6 tormentas con nombre por temporada de 1950-2000. De las siete tormentas tropicales o subtropicales, tres de ellas se fortalecieron hasta convertirse en un huracán, que también está por debajo del promedio. Ninguno de los tres huracanes se convirtió en huracanes importantes, que es de categoría 3 o superior en la escala de vientos huracanados de Saffir-Simpson. En general, la temporada estuvo inactiva, a pesar de tener un número similar de ondas tropicales que la temporada anterior. La falta de actividad se atribuyó a unaEl Niño, que provoca temperaturas superficiales del mar por debajo de lo normal en el Atlántico oriental, y una fuerte cizalladura vertical del viento. Una tormenta subtropical y dos huracanes tocaron tierra durante la temporada y causaron al menos 137 muertes y más de $2.1 mil millones en daños. La última tormenta de la temporada, Subtropical Storm Delta, se convirtió en extratropical el 7 de noviembre, unos 23 días antes del final oficial de la temporada de huracanes en noviembre
La ciclogénesis tropical ocurrió por primera vez en el mes de mayo, con el desarrollo de la Tormenta Subtropical Alfa . El mes de junio presentó tres ciclones tropicales, incluido el huracán Agnes y dos depresiones tropicales. Tres sistemas más se formaron en julio, aunque ninguno de ellos alcanzó el estado de tormenta tropical. Agosto fue el mes más activo de la temporada, con cinco sistemas, incluido el huracán Betty, la tormenta tropical Carrie y tres depresiones tropicales. Septiembre presentó un poco menos de ciclogénesis, con el huracán Dawn, la tormenta subtropical Charlie y dos depresiones tropicales. En octubre se formaron otras tres depresiones tropicales. La tormenta subtropical Delta fue el único sistema en noviembre, que duró del 1 al 7 de noviembre.
La actividad de la temporada se reflejó con una calificación de energía ciclónica acumulada (ACE) de 36, el valor más bajo desde 1962. En términos generales, ACE es una medida del poder de una tormenta tropical o subtropical multiplicada por el tiempo que existió. Por lo tanto, una tormenta de mayor duración, como Betty, tendrá valores altos de ACE. Solo se calcula para avisos completos sobre sistemas tropicales y subtropicales específicos que alcancen o superen velocidades de viento de 39 mph (63 km/h). En consecuencia, las depresiones tropicales no están incluidas aquí. Una vez que la tormenta se ha disipado, generalmente después del final de la temporada, el NHC vuelve a examinar los datos y produce un informe final sobre cada tormenta. Estas revisiones pueden conducir a un total de ACE revisado ya sea hacia arriba o hacia abajo en comparación con el valor operativo.

## Ciclones tropicales

### Huracán Agnes
Un frente polar y una vaguada superior sobre la península de Yucatán generaron una depresión tropical el 14 de junio. La tormenta emergió en el Mar Caribe occidental el 15 de junio y, al día siguiente, se fortaleció hasta convertirse en la tormenta tropical Agnes. La tormenta se curvó hacia el norte y rozó el oeste de Cuba el 17 de junio. Agnes continuó intensificándose y el 18 de junio se convirtió en huracán. Se produjeron fluctuaciones mínimas en la intensidad antes de que la tormenta tocara tierra cerca de Panama City, Florida, el 19 de junio. Después de moverse hacia el interior, Agnes se debilitó rápidamente y era solo una depresión tropical cuando entró en Georgia. A partir de entonces, el debilitamiento disminuyó a medida que la tormenta cruzaba Georgia y Carolina del Sur. Sin embargo, mientras se encontraba sobre el este de Carolina del Norte el 21 de junio, Agnes volvió a fortalecerse hasta convertirse en una tormenta tropical, como resultado de la actividad baroclínica . Temprano al día siguiente, la tormenta emergió en el Océano Atlántico antes de volver a curvarse hacia el noroeste y tocar tierra cerca de la ciudad de Nueva York como una fuerte tormenta tropical. Agnes se fusionó rápidamente con un sistema de baja presión no tropical el 23 de junio. 
Fuertes lluvias ocurrieron en el oeste de Cuba, causando inundaciones que destruyeron 97 casas, aislaron algunas ciudades y arrasaron cultivos en áreas bajas.  La tormenta dejó siete víctimas mortales.  Agnes provocó un importante brote de tornados, con al menos 26 tornados confirmados, 24 de ellos en Florida y los otros dos en Georgia. Solo los tornados resultaron en más de $4.5 millones en daños y seis muertes.  Al menos 2.082 estructuras en Florida sufrieron daños importantes o fueron destruidas. Unas 1.355 viviendas más sufrieron pérdidas menores.  Aunque Agnes tocó tierra como huracán, no se reportaron vientos huracanados. Las mareas anormalmente altas provocaron grandes daños, especialmente entre Apalachicola yClave de cedro .  La tormenta dejó nueve muertos y aproximadamente $40 millones en daños en Florida.  En general, también se registraron efectos menores en los estados de Alabama , Delaware , Georgia, Ohio , Carolina del Sur y Tennessee , así como en la región de Nueva Inglaterra.  Sin embargo, se informó de una muerte en Delaware y tres en Georgia. 
Los efectos más significativos, con diferencia, ocurrieron en Pensilvania , principalmente debido a las graves inundaciones.  La precipitación alcanzó un máximo de 18 pulgadas (460 mm) en el condado de Schuylkill ,  provocando la cresta de varios arroyos y ríos a una altura récord, incluidos los ríos Delaware , Juniata , Lackawanna , Susquehanna y West Branch Susquehanna .  Más de 100.000 personas se vieron obligadas a abandonar sus hogares debido a las inundaciones.  En el estado de Pensilvania, más de 3.000 empresas y 68.000 hogares fueron destruidos, dejando al menos a 220.000 personas sin hogar. Agnes sigue siendo uno de los peores desastres naturales en Pensilvania.  Nueva York también sufrió graves daños. De manera similar, los ríos en el estado crecieron alto, incluidos los ríos Allegheny , Chemung , Genesee , Susquehanna y Tioga .  Corning , Elmira y Olean , así como muchas otras ciudades del Nivel Sur , sufrieron graves inundaciones.  A lo largo de Nueva York, 32.832 casas resultaron dañadas y otras 628 resultaron dañadas. Un total de 1.547 pequeñas empresas sufrieron graves daños o fueron demolidas. En Canadá, una casa móvil se derrumbó, matando a dos personas.  En general, Agnes causó 131 muertes y más de $2.1 mil millones en daños.

### Huracán Bravo-Betty
Un área de clima perturbado apareció en las imágenes de satélite mientras se formaba dentro de una antigua zona frontal el 21 de agosto.  A las 1200 UTC del día siguiente, se desarrolló una depresión subtropical a unas 290 millas (470 km) al norte-noreste de las Bermudas. El sistema se fortaleció lentamente a medida que avanzaba hacia el este-noreste o hacia el este y el 24 de agosto se convirtió en la tormenta subtropical Bravo. Durante las siguientes 24 horas se produjo una mínima intensificación. Sin embargo, el 25 de agosto, una depresión de nivel alto que se hizo más profunda y una cresta de construcción mejoraron el flujo de salida y la convección profunda. Además, los vuelos de aviones de reconocimiento comenzaron a indicar una transición a un núcleo cálido. Los vientos desfavorables del noroeste detuvieron brevemente un mayor desarrollo, aunque a última hora del 26 de agosto, Bravo reanudó la adquisición de características tropicales después de que otra depresión más profunda acelerara la tormenta hacia el este. 
Después de que un avión de reconocimiento informara vientos de 98 mph (158 km/h) y las imágenes satelitales indicaran una tormenta con una apariencia ciclónica clásica, Bravo fue reclasificado como huracán Betty mientras se encontraba a unas 920 millas (1480 km) al oeste de las Azores el 27 de agosto. Después de un mayor fortalecimiento, Betty alcanzó su máxima intensidad como huracán de categoría 2 con vientos máximos sostenidos de 105 mph (165 km/h) y una presión barométrica mínima de 976 mbar (28,8 inHg) a principios del 28 de agosto. El huracán se movió rápidamente hacia el este-noreste antes de desacelerar tarde al día siguiente. Alrededor de ese tiempo, los vientos del norte en lo alto hicieron que Betty se debilitara a un huracán de categoría 1. Después de moverse brevemente hacia el sur, la tormenta se curvó de regreso a una dirección general hacia el oeste y cayó a la intensidad de tormenta tropical el 31 de agosto. Más tarde ese día, Betty giró hacia el norte por delante de una vaguada y se volvió extratropical a unas 565 millas (910 km) al noroeste de la isla de Corvo en las Azores el 1 de septiembre.

### Tormenta tropical Carrie
Un sistema complejo que combina una onda tropical y una baja en el nivel superior condujo a la formación de una depresión tropical al este de Florida el 29 de agosto. Logró convertirse en tormenta tropical el 31 de agosto y alcanzó vientos máximos iniciales de 60 mph (95 km/h). ) más tarde ese día. Sin embargo, los vientos en los niveles superiores aumentaron, lo que provocó que Carrie se debilitara a una tormenta tropical mínima el 2 de septiembre. Debido a los procesos baroclínicos , Carrie comenzó a intensificarse. Como resultado, Carrie alcanzó sus vientos máximos de 70 mph (110 km/h) justo antes de la transición a un ciclón extratropical el 3 de septiembre. El ciclón extratropical continuó hacia el noreste y azotó el este de Maine el 4 de septiembre.  De la siguiente manera día, el ciclón extratropical se disipó sobre elGolfo de San Lorenzo. 
Carrie tuvo un impacto mínimo en la costa este al sur de Nueva Inglaterra, limitado a un aumento del oleaje, ráfagas de viento y lluvias ligeras. Las peores condiciones se produjeron en el sureste de Nueva Inglaterra, donde las ráfagas de viento alcanzaron los 135 km/h (84 mph) y las precipitaciones superaron los 0,30 m (1 pie). El daño fue más severo a lo largo y ligeramente hacia el interior de la costa. Miles de personas quedaron varadas en las islas de la costa de Massachusetts después de que las peligrosas condiciones creadas por la tormenta provocaran la suspensión del servicio de barcos de vapor. En general, los daños fueron leves, con pérdidas monetarias totales valoradas en $ 1,78 millones. Cuatro muertes fueron atribuidas a la tormenta.

### Huracán Dawn
Una onda tropical, combinada con una vaguada troposférica superior,  resultó en el desarrollo de una depresión tropical cerca de Cay Sal Bank , Bahamas , el 5 de septiembre. Más tarde ese día, la depresión golpeó Cayo Largo , Florida, antes de moverse tierra adentro sobre el tierra firme de Florida.  La tormenta trajo lluvias muy ligeras al estado, con un máximo de 1,19 pulgadas (30 mm) en Tavernier . El sistema se movió hacia el noreste y pronto resurgió en el Atlántico.  Mientras se encontraba al norte de Gran Bahama el 6 de septiembre, la depresión se intensificó hasta convertirse en la tormenta tropical Dawn.  El 7 de septiembre, se desarrolló una baja presión fría cerca deCabo Hatteras , Carolina del Norte, que influiría en gran parte del movimiento de Dawn.  Alrededor de ese tiempo, la tormenta se convirtió en un huracán de categoría 1. Luego, Dawn se curvó hacia el oeste-noroeste el 8 de septiembre y alcanzó su punto máximo con vientos máximos sostenidos de 80 mph (130 km / h) y una presión barométrica mínima de 997  mbar (29,4  inHg ). 
Con Dawn apareciendo como una amenaza para el Atlántico Medio , se emitieron advertencias de tormenta y vendaval desde Chincoteague Inlet , Virginia , hasta Cape May, Nueva Jersey , el 8 de septiembre.  Sin embargo, el huracán viró hacia el sureste el 9 de septiembre y se debilitó a una tormenta tropical A última hora del 10 de septiembre, después de que el área fría de baja presión perdiera su influencia sobre Dawn, el ciclón comenzó a moverse hacia el oeste, pero continuó deteriorándose. Dawn se debilitó a una depresión tropical mientras estaba muy al este de Georgia a última hora del 12 de septiembre. El sistema se acercó a las Islas del Mar el 13 de septiembre, pero se desvió hacia el noreste y permaneció en alta mar. El amanecer se disipó a menos de 15 millas (25 km) al este deIsle of Palms, Carolina del Sur , el 14 de septiembre.  La tormenta también produjo lluvias muy ligeras en Georgia y Carolina del Sur .

## Nombre de los ciclones tropicales
Los siguientes nombres se usaron para las tormentas con nombre que se formaron en el Atlántico Norte en 1972. Los nombres que no fueron asignados están marcados en 
. Las tormentas se llamaron Agnes, Betty y Dawn por primera vez en 1972. El nombre Agnes se retiró más tarde.
| - Agnes - Betty - Carrie - Dawn - Edna (sin usar) - Felice (sin usar) - Gerda (sin usar) | - Harriet (sin usar) - Ilene (sin usar) - Jane (sin usar) - Kara (sin usar) - Lucile (sin usar) - Mae (sin usar) - Nadine (sin usar) | - Odette (sin usar) - Polly (sin usar) - Rita (sin usar) - Sarah (sin usar) - Tina (sin usar) - Velma (sin usar) - Wendy (sin usar) |

### Nombre de tormentas subtropicales
Los siguientes nombres se usaron para las tormentas subtropicales en la cuenca del Atlántico para este año. Este año fue el primero en utilizar el alfabeto fonético de la OTAN para estas tormentas.
- Alpha
- Bravo
- Charlie
- Delta